# Aliança de Esquerda
A Aliança de Esquerda (em finlandês:  Vasemmistoliitto, em sueco:  Vänsterförbundet)
é um partido ecossocialista da Finlândia, fundado em 1990, através da fusão da Liga Democrática do Povo Finlandês, do antigo Partido Comunista da Finlândia e da Liga Democrática das Mulheres Finlandesas.
A presidente do partido é Li Andersson. 
A Aliança de Esquerda participou nos governos de Paavo Lipponen em 1995–2003, tendo tido as pastas da Cultura, dos Municípios e dos Impostos.

## Resultados eleitorais

### Eleições legislativas
| Data | CI. | Votos   | %            | +/- | Deputados | +/- | Status   |
| ---- | --- | ------- | ------------ | --- | --------- | --- | -------- |
| 1991 | 4.º | 274 639 | 10,1 / 100,0 |     | 19 / 200  |     | Oposição |
| 1995 | 4.º | 310 340 | 11,2 / 100,0 | 1,1 | 22 / 200  | 3   | Governo  |
| 1999 | 4.º | 291 675 | 10,9 / 100,0 | 0,3 | 20 / 200  | 2   | Governo  |
| 2003 | 4.º | 277 152 | 9,9 / 100,0  | 1,0 | 19 / 200  | 1   | Oposição |
| 2007 | 4.º | 244 296 | 8,8 / 100,0  | 1,1 | 17 / 200  | 2   | Oposição |
| 2011 | 5.º | 239 039 | 8,1 / 100,0  | 0,7 | 14 / 200  | 3   | Oposição |
| 2015 | 6.º | 211 702 | 7,1 / 100,0  | 1,0 | 12 / 200  | 2   | Oposição |
| 2019 | 6.º | 251 254 | 8,2 / 100,0  | 1,1 | 16 / 200  | 4   | Governo  |
| 2023 | 6.º | 218 340 | 7,1 / 100,0  | 1,1 | 11 / 200  | 5   |          |

### Eleições europeias
| Data | CI. | Votos   | %            | +/-     | Deputados | +/-     |
| ---- | --- | ------- | ------------ | ------- | --------- | ------- |
| 1996 | 4.º | 236 490 | 10,5 / 100,0 |         | 2 / 16    |         |
| 1999 | 5.º | 112 757 | 9,1 / 100,0  | 1,4     | 1 / 16    | 1       |
| 2004 | 5.º | 151 316 | 9,1 / 100,0  | Estável | 1 / 14    | Estável |
| 2009 | 8.º | 98 690  | 5,9 / 100,0  | 3,2     | 0 / 13    | 1       |
| 2014 | 6.º | 161 074 | 9,3 / 100,0  | 3,4     | 1 / 13    | 1       |
| 2019 | 6.º | 125 749 | 6,9 / 100,0  | 2,4     | 1 / 13    | Estável |
| 2024 | 2.º | 316 758 | 17,3 / 100,0 | 10,4    | 3 / 15    | 2       |